# Joutsjärvi (Sysmä, Päijänne-Tavastland, Finland)
Joutsjärvi eller Harvolanselkä är en sjö i Finland. Den ligger i kommunen Sysmä i landskapet Päijänne-Tavastland, i den södra delen av landet, 160 km norr om huvudstaden Helsingfors. Joutsjärvi ligger 85,6 meter över havet. Den är 23,66 meter djup. Arean är 10,12 kvadratkilometer och strandlinjen är 53,6 kilometer lång. Sjön  ingår i Kymmene älvs huvudavrinningsområde.   I omgivningarna runt Joutsjärvi växer i huvudsak blandskog.